# 奥伯湖 (柏林)
52°32′55″N 13°29′21″E / 52.54861°N 13.48917°E

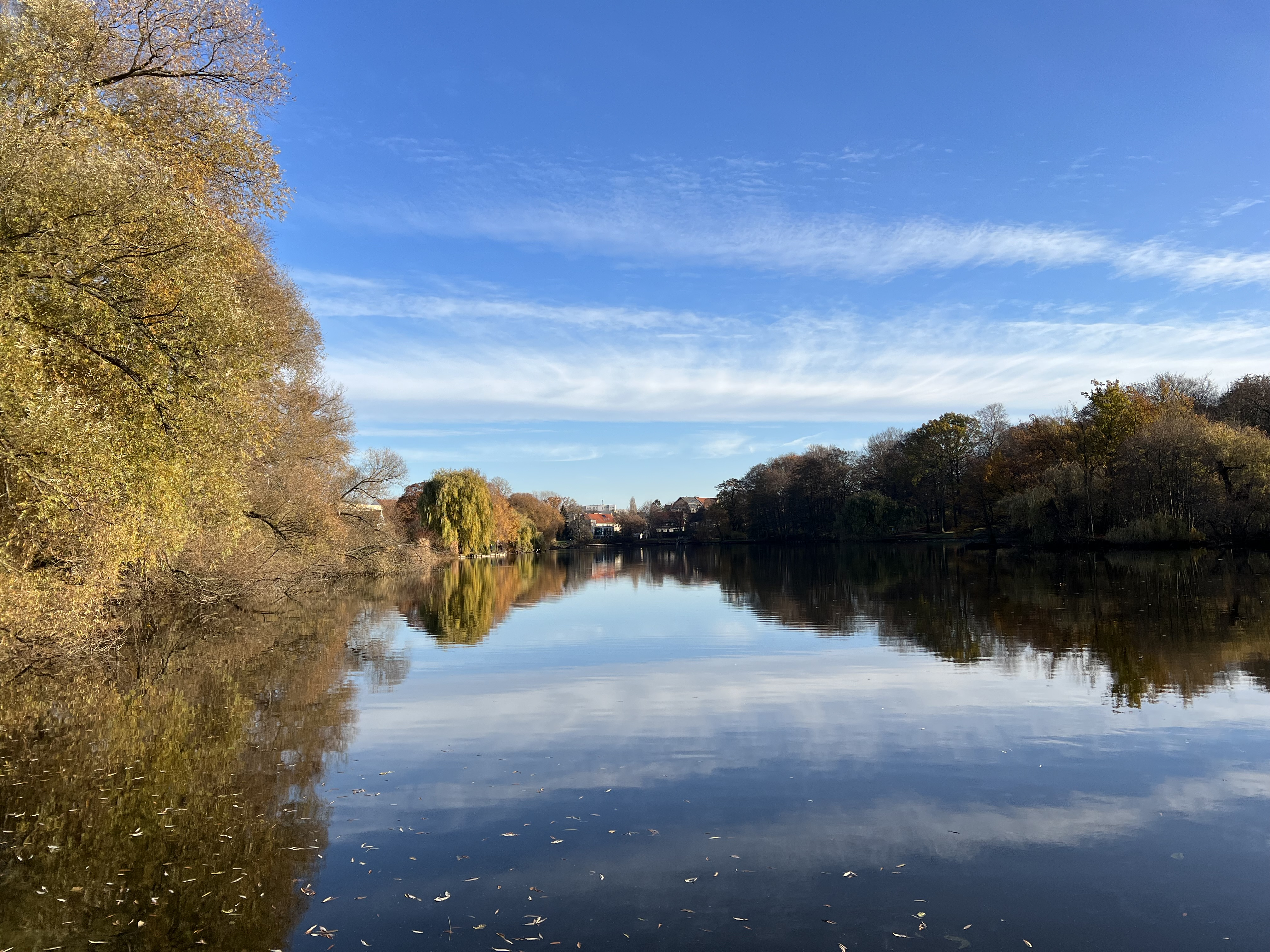

奥伯湖（德语：Obersee）是德國的湖泊，位於該國首都柏林，由舊霍恩申豪森行政區負責管轄，面積0.04平方公里，平均水深1.5米，最大水深3.1米，水體容量6萬立方米，湖岸線長度1公里。